# 异戊烯基黄酮

8-异戊烯基柚皮素，一种异戊烯基黄酮

异戊烯基黄酮（英語： 或 ）是黄酮类化合物中的一类，其中有许多属于植物雌激素和多酚抗氧化劑。